# Anel orbital

Um diagrama de um Anel Orbital, em Inglês. A parte verde corresponde a Terra, a parte magenta a um elevador espacial e a parte azul a um Maglev.

Um anel orbital (em inglês: Orbital Ring) é um conceito para um elevador espacial; que é composto de um anel artificial posto ao redor da Terra, rotacionando a um ângulo que é mais rápido do que a rotação de tal. Essa estrutura proposta, em si, é uma formação artificial de proporções astronômicas.
O uso de tal estrutura era intencionado para ser utilizado como uma estação espacial; ou como um veículo planetário para transportação a altas velocidades ou lançamentos espaciais, ou até mesmo para colonização espacial.

## História
Na década de 1870, Nikola Tesla, quando se recuperando da Malária, criou um número elevado de criações, incluindo um anel ao redor da Linha do equador, mas não incluiu cálculos detalhados.
O romance de Arthur C. Clarke, The Fountains of Paradise de 1979 é sobre elevadores espaciais, mas um apêndice menciona a ideia de lançar objetos da Terra utilizando uma estrutura baseada em Aceleradores de Massa (do inglês Mass Driver).
Paul Birch publicou uma série de três artigos no Journal of the British Interplanetary Society em 1982 sobre os Anéis Orbitais. Anatoly E. Yunitskiy, o autor da ideia de utilizar cabos para transportar objetos ao espaço, também publicou uma ideia similar na União Soviética em 1982, e depois a explorou em seu livro de 1995.